# Библиография Уильяма Берроуза

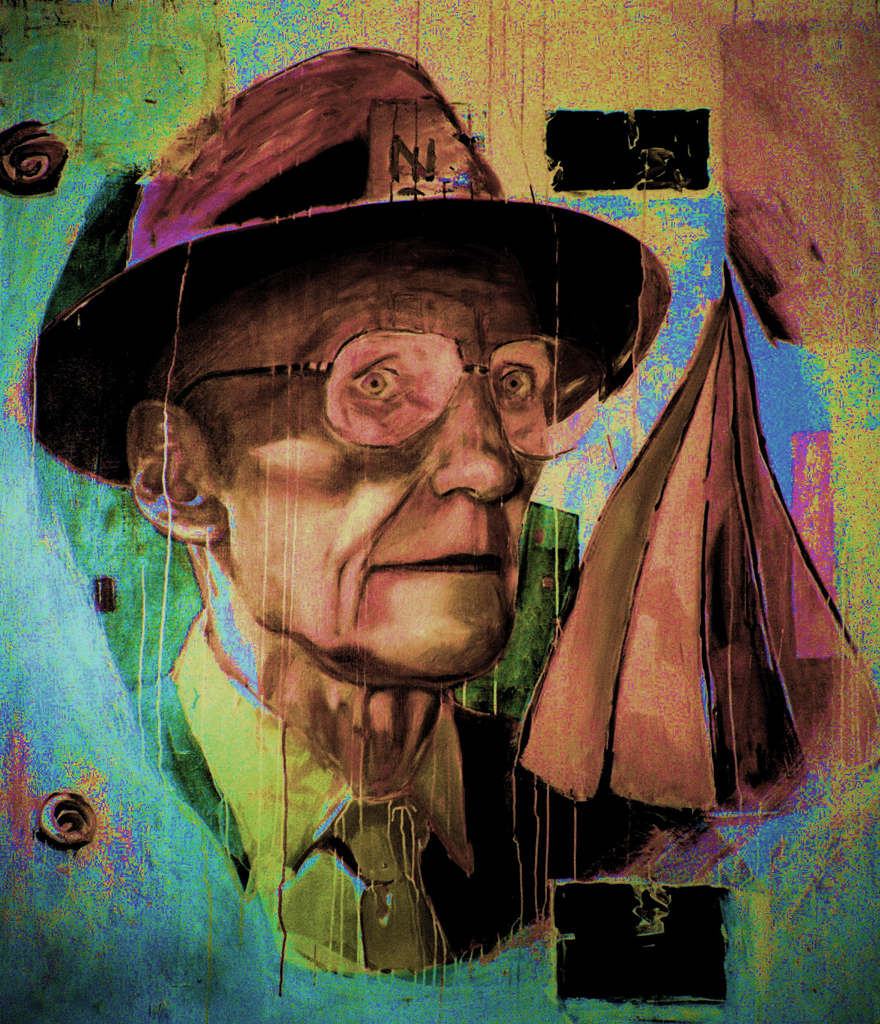
У. Берроуз. Автор Кристиан Тоннис (1999)

Уи́льям Сью́ард Бе́рроуз (англ. William Seward Burroughs; 5 февраля 1914, Сент-Луис, США — 2 августа 1997, Лоуренс, США) — американский эссеист, новеллист и романист, один из ключевых представителей бит-поколения, называемый его «крёстным отцом». Помимо этого, Берроуз является одним из разработчиков авангардного метода письма — подвида метода нарезок, называемого «fold-in».
Перу Берроуза принадлежат девятнадцать романов и более десяти сборников короткой прозы. Все его основные труды переведены на русский язык. Берроуз начал писать, познакомившись с Джеком Керуаком и Алленом Гинзбергом. С первым в соавторстве он напишет книгу «И бегемоты сварились в своих бассейнах», которая будет посвящена реально произошедшему убийству их близкого друга — Дэвида Каммерера (англ. David Kammerer); книга была выпущена только в 2008 году из-за судебного запрета на публикацию, связанную с одним из главных героев романа — Люсьеном Карром, убийцей Каммерера, добившегося постановления суда о запрете на выпуск книги до его смерти. Далее последуют два автобиографических романа — «Джанки» и «Пидор», которые будут опубликованы под псевдонимом «Уильям Ли». Книгой, которая станет ключевой в творчестве Берроуза, станет выпущенный в 1959 году «Голый завтрак», который окончательно установит место писателя среди наиболее радикальных и скандальных авторов своего времени, попутно утвердив титул «крёстного отца» бит-поколения.
Представленная в статье информация основана на наиболее полной библиографии Уильяма Берроуза, «Collecting William S. Burroughs in print» за авторством Эрика Шоуфа (англ. Eric Shoaf), выпущенной в 2000 году.

## Романы и повести
Первые книги Берроуза, написанные до 1959 года, представляют собой документальную прозу — три романа предстают в виде автобиографии писателя и созданы в традиционной повествовательной форме, ещё до появления фирменного нелинейно-нарративного стиля письма, который станет основой творчества автора позднее. Только несколько лет спустя, переехав в 1959 году в Марокко, в Международную зону Танжер (которую мечтал посетить после прочтения нескольких книг Пола Боулза), Берроуз вплотную начинает заниматься переработкой своего литературного материала в соответствии с принципами, выработанными совместно с Брайоном Гайсином — техникой «fold-in» по методу нарезок. Итогом его работы станет роман «Голый завтрак», который впоследствии назовут одним из самых важных произведений американской литературы XX века. Следующей примечательной вехой в творчестве писателя станет «Трилогия Нова» (её составят романы, написанные в период с 1961 по 1964), которой суждено предстать апофеозом лингвистических экспериментов писателя.
Романистика Берроуза для своего времени была революционной; «У Берроуза нет героев, у него даже персонажи весьма условны. С „действующими лицами“ — ещё сложнее, поскольку условно и само действие <…> Предполагаемые персонажи книги, носящие смешные и странные имена, появляются ниоткуда и исчезают в никуда, они промелькивают, как тени, натыкаясь друг на друга. Иногда они смешиваются в один большой поток, и тогда автор уже с трудом успевает в двух словах охарактеризовать каждого». К творчеству Берроуза и в настоящее время относятся весьма неоднозначно — «кто-то считает его величайшим моралистом со времен Джонатана Свифта, другие обвиняют в порнографии и игре на низменных чувствах».
| Год издания | Название на русском языке              | Оригинальное название                     | Год издания на русском |
| ----------- | -------------------------------------- | ----------------------------------------- | ---------------------- |
| 1945        | И бегемоты сварились в своих бассейнах | And the Hippos Were Boiled in Their Tanks | 2010                   |
| 1953        | Джанки                                 | Junkie                                    | 1997                   |
| 1953        | Пидор                                  | Queer                                     | 2002                   |
| 1959        | Голый завтрак                          | Naked Lunch                               | 1994                   |
| 1961        | Мягкая машина                          | The Soft Machine                          | 1999                   |
| 1962        | Билет, который лопнул                  | The Ticket That Exploded                  | 1998                   |
| 1963        | Письма Яхе                             | The Yage Letters                          | 2001                   |
| 1964        | Нова Экспресс                          | Nova Express                              | 1998                   |
| 1969        | Последние слова Голландца Шульца       | The Last Words of Dutch Schultz           | 2004                   |
| 1971        | Дикие мальчики                         | The Wild Boys                             | 2000                   |
| 1973        | Порт святых                            | Port of Saints                            | 2003                   |
| 1979        | Блэйдраннер: фильм                     | Blade Runner (a movie)                    | 2004                   |
| 1981        | Города красной ночи                    | Cities of the Red Night                   | 2003                   |
| 1983        | Пространство мёртвых дорог             | The Place of Dead Roads                   | 2004                   |
| 1986        | Кот внутри                             | The Cat Inside                            | 1999                   |
| 1987        | Западные земли                         | The Western Lands                         | 2005                   |
| 1991        | Призрачный шанс                        | Ghost of Chance                           | 1999                   |
| 1995        | Моё образование. Книга снов            | My Education: A Book of Dreams            | 2002                   |

## Рассказы, эссе, интервью и письма
За авторством Берроуза более десятка сборников малой прозы. Российскому читателю писатель наиболее широко известен как романист, по данной причине сравнительно небольшое количество рассказов автора было опубликовано на русском языке. Отдельными книгами вышло только три работы. Первая, сборник «Дезинсектор!», логически продолжает темы «Диких мальчиков», но от последних отличается меньшим использованием «нарезок», более ясным изложением различных кино-цитат, большей детализированностью персонажей и достаточно простым сюжетом. Сборник эссе «Счётная машина», выпущенный в 2009 году, преимущественно сконцентрирован на личных переживаниях Берроуза, он «пишет о своей юности, первых пробах пера, друзьях и врагах, писателях, которых он знал или которыми восхищался — Фрэнсисе Скотте Фицджеральде и Джеке Керуаке, Сомерсете Моэме и Грэме Грине, Эрнсте Хемингуэе и Сэмюэле Беккете». Сборник получил весьма высокие оценки российских литературных критиков — рецензия «TimeOut» начинается со слов «выпуск сборника показал, что Берроуз-романист сильно проигрывает Берроузу-эссеисту», положительно к произведению отнёсся и обозреватель Rolling Stone.
Выпущенная в 2010 году «Интерзона», по мнению Джеймса Грауэрхольца — биографа, редактора и литературного душеприказчика Берроуза, одна из важнейших книг в контексте изучения творчества писателя. Работы «Здесь Ах Пуч» и «Аллея торнадо» были выпущены в составе сборника «Кот внутри. Сборник короткой прозы»; как было отмечено в одной из рецензий на книгу, «маленькие истории Берроуза написаны, как замечает сам его автор в тексте „Кот внутри“, „надменным тоном старого английского педераста“. Одна из стилевых доминант такого тона — рассеянный взгляд на пространство вокруг, его отрывочность».
| Год издания | Название на русском языке     | Оригинальное название                           | Год издания на русском |
| ----------- | ----------------------------- | ----------------------------------------------- | ---------------------- |
| 1969        | Интервью с Уильямом Берроузом | The Job: Interviews with William S. Burroughs   | 2011                   |
| 1973        | Дезинсектор!                  | Exterminator!                                   | 2001                   |
| 1974        | Книга дыхааания               | The Book of Breething                           | 2004                   |
| 1979        | Здесь Ах Пуч                  | Ah Pook is Here                                 | 2002                   |
| 1982        | Сауна Синки                   | Sinki’s Sauna                                   | 2002                   |
| 1984        | Руски                         | Ruski                                           | 2002                   |
| 1984        | Досье Уильяма Берроуза        | The Burroughs File                              | 2011                   |
| 1985        | Счётная машина                | The Adding Machine: Collected Essays            | 2008                   |
| 1989        | Интерзона                     | Interzone                                       | 2010                   |
| 1989        | Аллея торнадо                 | Tornado Alley                                   | 2002                   |
| 1993        | Письма Уильяма Берроуза       | The Letters of William S. Burroughs : 1945—1959 | 2011                   |

## Книги, не выходившие на русском языке или изданные лишь частично
| Год издания | Оригинальное название                                                | Примечание |
| ----------- | -------------------------------------------------------------------- | --- |
| 1960        | The Exterminator                                                     | Совместно с Брайоном Гайсином. Эту книгу не следует путать со сборником рассказов «Дезинсектор!» (Exterminator!, 1973).                                                                                  |
| 1960        | Minutes to Go                                                        | |
| 1963        | Dead Fingers Talk                                                    | Выдержки из романов «Голый завтрак», «Мягкая машина» и «Билет, который лопнул», составленные в новое произведение.                                                                                       |
| 1965        | Roosevelt after Inauguration and Other Atrocities                    | Сборник короткой прозы в жанре политической сатиры. Заглавный рассказ сборника «Рузвельт после инаугурации» является также составной частью книги «Письма Яхе», переведённой на русский язык (см. выше). |
| 1965        | Time                                                                 | |
| 1967        | So Who Owns Death TV?                                                | |
| 1969        | The Dead Star                                                        | |
| 1971        | The Electronic Revolution                                            | Сборник эссе, центральная тема которого — идея Берроуза о том, что язык является вирусом. На русском языке изданы фрагменты книги.                                                                       |
| 1973        | Brion Gysin Let the Mice In                                          | |
| 1973        | White Subway                                                         | |
| 1973        | Mayfair Academy Series More or Less                                  | |
| 1975        | Sidetripping                                                         | |
| 1975        | Snack                                                                | |
| 1976        | Letters to Allen Ginsberg                                            | Переписка между Берроузом и Гинзбергом с 1953 по 1957 годы |
| 1976        | Colloque de Tangier                                                  | |
| 1976        | Cobble Stone Gardens                                                 | |
| 1976        | The Retreat Diaries                                                  | |
| 1977        | The Third Mind                                                       | Написанная в соавторстве с Брайоном Гайсином, книга посвящена «методу нарезок» |
| 1978        | Ali’s Smile: Naked Scientology                                       | Критический очерк, посвященный саентологии |
| 1979        | Colloque de Tangier Vol. 2                                           | |
| 1979        | Doctor Benway                                                        | |
| 1979        | Wouldn’t You Polish Pine Floors…                                     | |
| 1979        | Three Novels                                                         | |
| 1981        | The Streets of Chance                                                | |
| 1981        | Early Routines                                                       | |
| 1982        | Mummies                                                              | |
| 1984        | New York Inside Out                                                  | |
| 1984        | Four Horsemen of the Apocalypse                                      | |
| 1987        | From the Western Lands                                               | |
| 1988        | Apocalypse                                                           | |
| 1989        | Uncommon Quotes Vol. 1                                               | |
| 1989        | The Black Rider                                                      | |
| 1989        | Clause 27 Is Proposition 6 Is the Whole Tamale                       | |
| 1990        | The Valley                                                           | |
| 1991        | Seven Deadly Sins                                                    | |
| 1991        | X-Ray Man                                                            | |
| 1992        | Paper Cloud Thick Pages                                              | |
| 1992        | Painting and Guns                                                    | |
| 1994        | Photos and Remembering Jack Kerouac                                  | |
| 1994        | Remembering Jack Kerouac                                             | |
| 1995        | Pantopon Rose                                                        | |
| 1996        | Concrete and Buckshot                                                | |
| 1998        | Word Virus : The William Burroughs Reader                            | Выдержки из основных книг Берроуза, составленные Грауэрхольцем в единое издание; «путеводитель» по творчеству писателя                                                                                   |
| 1998        | A Spiritual Exercise                                                 | |
| 2000        | Burroughs Live                                                       | Сборник интервью с писателем периода с 1960 по 1997 годы |
| 2000        | Last Words: The Final Journals of William S. Burroughs               | Коллекция дневниковых записей Берроуза, которые он делал в последние годы жизни. Фрагменты книги, опубликованные в 1998 году на страницах журнала «Нью-Йоркер», выходили в переводе на русский язык.     |
| 2001        | Words of Advice for Young People                                     | |
| 2001        | The Heroin Drug Cure                                                 | |
| 2007        | Everything Lost: The Latin American Notebook of William S. Burroughs | Дневниковые записи, датированные временем, когда писатель жил в Латинской Америке |